# オトラント城奇譚
『オトラント城奇譚』（オトラントじょうきたん、The Castle of Otranto）は1764年に出版されたホレス・ウォルポールの小説。幽霊が現れる古城を舞台とし、騎士やロマンスを題材として後世に大きな影響を与え、ゴシック小説の嚆矢とされる。具体的にはクララ・リーヴ、アン・ラドクリフ、ウィリアム・トマス・ベックフォード、マシュー・グレゴリー・ルイス、メアリー・シェリー、ブラム・ストーカー、エドガー・アラン・ポー、ジョージ・デュ・モーリアなど18世紀から19世紀初頭にかけての文学に影響を与えたとされている。

## 制作背景
本作はキングズ・リン選出の庶民院の代議士時代のホレス・ウォルポールが1764年に執筆した小説である。ウォルポールの中世趣味はよく知られており、1749年には中世ゴシック風建築としてストロベリー・ヒル・ハウスを建てたほどであった。
ウォルポールによれば創作のきっかけはストロベリー・ヒル・ハウスで見た悪夢であるとし、その中には鎧を着た巨大な手の幽霊がいたとしている。
初版の出版にあたってウォルポールは、この小説が16世紀にナポリで書かれた物語を翻訳したものという、完全に嘘の来歴を用いた。具体的にはイングランド北部の伝統的なカトリックの家系の書斎より、イタリア・オトラントの聖ニコラス教会の司教オヌフリオ・ムラルトが1529年にナポリで執筆した作品が見つかり、これをウィリアム・マーシャルが英文に翻訳した、というものであった。オヌフリオ・ムラルトなる人物は実在せず、訳者ウィリアム・マーシャルとはウォルポールのペンネームであった。この設定を読者に信じ込ませるために彼はあえて古風な文体で執筆を行い、さらに序文では訳者の推測として、元の話はおそらく十字軍の時代まで遡る古い物語だと解説した。
初版の題名もまた『オトラント城、その物語。ウィリアム・マーシャル、ジェントによる翻訳。オトラントの聖ニコラス教会の司教オヌフリオ・ムラルトのイタリア語原文より』（The Castle of Otranto, A Story. Translated by William Marshal, Gent. From the Original Italian of Onuphrio Muralto, Canon of the Church of St. Nicholas at Otranto.）であった。
第2版以降ではウォルポールは本作が自身の創作物であることを認めた。その追加された序章において『オトラント城奇譚』が自身の予想以上に好意的に受け入れられたことから、製作意図を説明する義務が生じたとして、その目的が古代と現代のロマンスの融合にあったと語る。ウォルポールによれば古代のロマンスが想像に基づく完全に架空の話であるのに対し、現代のロマンスは過度に現実に立脚しすぎているが、ニ者の調和が可能だと考えたために執筆したとしている。
初版が出版された時、当時の評論家たちはウォルポールにまんまと騙され、これを中世フィクションだと信じ込んで絶賛し、ウォルポールを天才的な翻訳者と評した者もいた。
しかし、ウォルポールがネタばらしをすると多くの評論家は、手のひらを返し、馬鹿げた浮ついたロマンチック・フィクション、あるいは不愉快・不道徳な作品だと酷評した。
1924年に文学研究者のモンタギュー・サマーズは、本作が中世のシチリア王マンフレーディの逸話をモデルにしたのではないか、という説を発表した。実際、彼が所有した城の中にはオトラントにあったものも含まれている。
彼は1938年の著作『The Gothic Quest』でも繰り返し、この説を述べていた。

## プロット

### 設定
物語の舞台となるのは中世イタリアのオトラント公国である。この国はかつて善良公と呼ばれたアルフォンソが治めていたが、彼は嫡子がいないまま死没し、別の有力貴族に簒奪された。現在は簒奪者の孫にあたるマンフレッド公が領主を務めている。そしてマンフレッドは自家に正統な統治権がないこと、また祖父や父の時代より家が弱体化していることから、正統な権利者に領地を回復されることを恐れている。
現在、最も正統な統治権を持っているのはアルフォンソの血筋と縁戚関係にあるヴィチェンツァ侯フレデリックであり、彼や彼の部下たちは騎士の勇名を誇り、今やマンフレッドに勝るほどに家は栄えている。ところが、彼は十字軍遠征によって敵捕虜となり、生死不明の状態となっていた。そこでマンフレッドは当主が不在の隙を突いて賄賂などを駆使し、彼の遺児である公女イザベラを自身の嫡男コンラッドに嫁がせ、統治権の名分を得ようとしている。ただ、コンラッドは生まれつき病弱であり、他には18歳になる娘のマルチダしか子供がいない。そのため、マンフレッドは急ぎ、息子が15歳になる日を狙って半ば強引にこの縁談をまとめ上げた。

### あらすじ
物語はオトラント城主マンフレッド公の嫡男コンラッドとイザベラの結婚式の日から始まる。まだわずか15歳で病弱なコンラッドは結婚式の直前に、何故か頭上に落ちてきた巨大な兜によって落命する。公国には「オトラントの城と領主権は正統な者が現れた時、現在の者から引き継がれる」という言い伝えがあり、もともと家臣や領民から病弱なコンラッドが家を継ぐことは心配されていた。この事態に狂気したマンフレッドは、この責任は病弱な子を産んだ妻ヒッポリータにあるとして即座に離婚を言いつけると、自らがイザベラと結婚すると宣言する。
これをイザベラは拒絶し、農民の青年テオドールの手助けを受けて聖ニコラス教会へと逃げ込む。教会の前にはアルフォンソの像があり、コンラッドを押しつぶした兜はこの像のものである。この事を知ったマンフレッドは、テオドールが魔術を使ってコンラッドを殺したのだと非難する。そしてマンフレッドはテオドールを処刑しようとシャツを脱がせるが、その時、その肩の傷を見て修道士ジェロームは彼は生き別れた自分の息子であると言い、助命を嘆願する。ジェロームは貴族出身であり、したがってテオドールも血筋は貴族であることを意味していた。ジェロームの嘆願にマンフレッドはイザベラを引き渡すのあれば助けると返答する。そこに謎の騎士団が突入し、マンフレッドらのやり取りは中断される。騎士団はフレデリック公の部下たちであり、彼が帰還し、娘を探しに来たことが判明する。今の混乱状態を知られたくないマンフレッドは騎士たちとイザベラの行方を探すことで合意してやり過ごし、テオドールを連行する。
塔に幽閉されたテオドールであったが、マチルダに解放され、二人は惹かれ合う。テオドールの容姿は、城に掲げられた亡きアルフォンソの肖像画によく似ていた。そのままテオドールは教会地下に隠れるイザベラを助けに向かい、彼女を洞窟に匿う。そこに謎の騎士が現れ、テオドールは彼と戦う。その正体は娘を探しに来たフレデリック公であり、互いの素性がわかったところで今回の事態を解決するべく、関係者たちは城に上がり、相談することになる。その時、フレデリックはマチルダに一目惚れし、マンフレッドと互いの娘を相手に結婚させる約定を結ぶ。ところが、骸骨の幽霊が現れてフレデリックに警告したため、恐れた彼は約定を取り消す。
狙いが破綻したマンフレッドはイザベラを逆恨みする。間者からテオドールが教会で女性と密会しているという知らせを聞いたマンフレッドは、これがイザベラだと考え急行する。そして手ずからにその女をナイフで刺す。ところがそれはイザベラではなく、娘のマルチダであった。瀕死の彼女は城に担ぎ込まれ、テオドールに領地を継承して欲しいことと神の慈悲を求めて息を引き取る。
後悔するマンフレッドが娘が亡くなったことを知らされた瞬間、城に雷鳴が轟き、大地が揺れる。フレデリックとジェロームがテオドールを連れてマンフレッドの元に駆けつけると、マンフレッドの背後の壁が崩れ、アルフォンソの巨大な亡霊が現れる。亡霊はテオドールが真の後継者であると宣言すると栄光の炎に包まれて消える。
悔い改めたマンフレッドは領地をテオドールに譲ることを約束すると、ヒッポリータと共に修道院に入ることを決め、隠遁する。テオドールは亡きマチルダへの想いを引きずりつつも、イザベラと結婚し、オトラントを治めることを決意する。そしてイザベラの献身が、やがてテオドールの心を救ったことを示唆する一文で物語は終わる。

## ゴシック小説として
本作はイギリス初の超自然小説であり、ゴシック小説として特異な影響力を持つ作品とされている。
写実的小説と超自然ないし幻想小説の要素を融合させ、秘密の通路、仕掛け扉、動く絵、勝手に閉まる扉など、ゴシック小説の典型となる多くの要素や登場人物のタイプを確立した。
詩人トマス・グレイは、本作を「私達の中には涙ぐむ者もおり、あるいは夜に眠るのを怖がる者もいる」と評した。

## 影響
本作はゴシック小説というジャンル自体を生み出したと一般に評される。当初の、中世に書かれた作品の脚色という体で出版されていた時には批評家や大衆から絶賛を受け、大ヒットした。ところが、その後、純粋に風刺的なフィクションだと明かされると、彼らは手のひらを返し、ロマンス小説は低俗なものという当時のイギリスで一般的な認識に基づいて批判した。しかし、その影響は劇的であった。小説家クララ・リーヴは、影響を受けて、幻想要素と18世紀のリアリズムのバランスを取る形で、時代の要求に適応させたとする『老英男爵』（1778年）を書いた。彼女は次のように述べている。
その後、ゴシックというジャンルの黎明期に生まれた作品群の中において1796年に登場したのがマシュー・ルイスの『マンク』である。この作品は『オトラント城奇譚』の形式をほぼそのまま模倣したもの、かつ、より極端に描いたものであったために、『オトラント城奇譚』のパロディだと考える者もいた。

## 日本語訳
| 出版年 | タイトル                      | 出版社       | 文庫名                        | 訳者     | ISBNコード             | 備考                                                                                                 |
| ------ | ----------------------------- | ------------ | ----------------------------- | -------- | ---------------------- | --- |
| 1970年 | オトラント城綺譚              | 新人物往来社 | 怪奇幻想の文学 (戦慄の創造)   | 平井呈一 |                        | |
| 1972年 | おとらんと城綺譚              | 思潮社       |                               | 平井呈一 |                        | |
| 1975年 | オトラント城綺譚              | 牧神社出版   |                               | 平井呈一 |                        | |
| 1978年 | オトラント城奇譚              | 講談社       | 講談社文庫                    | 井口濃   |                        | |
| 2004年 | おとらんと城綺譚              | 学習研究社   | 西洋伝奇物語 ゴシック名訳集成 | 平井呈一 | ISBN 4-05-900297-6     | |
| 2012年 | オトラント城 ; 崇高と美の起源 | 研究社       | 英国十八世紀文学叢書          | 千葉康樹 | ISBN 978-4-327-18054-6 | 作品解説も含めた書籍                                                                                 |
| 2020年 | オトラント城奇譚              | 筑摩書房     | ゴシック文学神髄              | 平井呈一 | ISBN 978-4-480-43697-9 | 東雅夫編。『大鴉』『アッシャア屋敷崩るるの記』『ヴァテック』『死妖姫』（吸血鬼カーミラ）と共に収録。 |